# Drapeau de Rio de Janeiro
 (mars 2025).
La mise en forme du texte ne suit pas les recommandations de Wikipédia : il faut le « wikifier ».
Les points d'amélioration suivants sont les cas les plus fréquents. Le détail des points à revoir est peut-être précisé sur la page de discussion.
- Les titres sont pré-formatés par le logiciel. Ils ne sont ni en capitales, ni en gras.
- Le texte ne doit pas être écrit en capitales (les noms de famille non plus), ni en gras, ni en italique, ni en « petit »…
- Le gras n'est utilisé que pour surligner le titre de l'article dans l'introduction, une seule fois.
- L'italique est rarement utilisé : mots en langue étrangère, titres d'œuvres, noms de bateaux, etc.
- Les citations ne sont pas en italique mais en corps de texte normal. Elles sont entourées par des guillemets français : « et ».
- Les listes à puces sont à éviter, des paragraphes rédigés étant largement préférés. Les tableaux sont à réserver à la présentation de données structurées (résultats, etc.).
- Les appels de note de bas de page (petits chiffres en exposant, introduits par l'outil «  Source ») sont à placer entre la fin de phrase et le point final[comme ça].
- Les liens internes (vers d'autres articles de Wikipédia) sont à choisir avec parcimonie. Créez des liens vers des articles approfondissant le sujet. Les termes génériques sans rapport avec le sujet sont à éviter, ainsi que les répétitions de liens vers un même terme.
- Les liens externes sont à placer uniquement dans une section « Liens externes », à la fin de l'article. Ces liens sont à choisir avec parcimonie suivant les règles définies. Si un lien sert de source à l'article, son insertion dans le texte est à faire par les notes de bas de page.
- La présentation des références doit suivre les conventions bibliographiques. Il est recommandé d'utiliser les modèles {{Ouvrage}}, {{Chapitre}}, {{Article}}, {{Lien web}} et/ou {{Bibliographie}}. Le mode d'édition visuel peut mettre en forme automatiquement les références.
- Insérer une infobox (cadre d'informations à droite) n'est pas obligatoire pour parachever la mise en page.

Pour une aide détaillée, merci de consulter Aide:Wikification.
Si vous pensez que ces points ont été résolus, vous pouvez retirer ce bandeau et améliorer la mise en forme d'un autre article.

Le drapeau de la municipalité de Rio de Janeiro se compose d'un rectangle blanc avec deux bandes diagonales de verrouillage bleu avec l'écusson de la ville en rouge dans le centre. 
Sa conception de base, peu changée jusqu'à nos jours (sauf pour la période qui est devenu l'état de Guanabara - 1960-1975 - a été rendue officielle par le décret 1190 du 8 juillet 1908). 
Aux fins de reproduction doivent être utilisées comme base le ratio de 07:10, soit 14 x 20 modules, comme le drapeau national. 
Par le décret n ° 29.526 du 30 juin 2008, la date du
8 juillet a été institutionnalisée comme Jour du drapeau de la ville de Rio de Janeiro. 

## Explication
Le drapeau de la ville de Rio de Janeiro, également appelé Sao Sebastiao do Rio de Janeiro, l'héraldique, a la composition suivante: 
I - Escudo portugais, le champ bleu, symbolisant la fidélité. 
II - sphère armillaire manuélin combinée avec les trois flèches qui sont les supplications Saint-Sébastien, saint patron de la ville, tout en or; 
III - le Centre, symbole du bonnet phrygien du régime républicain; 
IV - Pour justifier la capitale de l'État, dépassant le bouclier et la couronne murale de cinq tours d'or; 
V - Comme les partisans de la couche, deux dauphins d'argent, un sombre sur la droite, symbolisant étant une ville maritime; 
VI - à droite le dauphin est une branche de laurier et le sinistre, une branche de chêne représentant, respectivement, la victoire et de force.

## Description
Le drapeau de la ville de Rio de Janeiro est présenté comme suit: 
champ White avec deux bandes bleues, placées en diagonale, a formé un groupe et un bar, ou le chemin de la croix de saint André, lors de son passage, et un sixième de la proportion de la superficie totale, les armoiries de la ville rouge mettant en évidence, et blanc, la sphère armillaire et les trois flèches. 
Le bleu et le blanc symbolisent l'origine portugaise de la ville. Les couleurs traditionnelles de la monarchie portugaise, adoptée depuis la création du comté de Portugal, en 1097. C'est seulement après le coup d'État militaire qui porta la république au Portugal le 5 octobre 1910, que les couleurs traditionnelles ont été modifiées à vert foncé et écarlate pour le drapeau.

## Symbolisme
- l’histoire

Le rouge symbolise le sang versé par saint Sébastien, saint patron de la ville et le sang versé pour Estacio de Sa, fondateur de la ville et la défense des colons, à Rio de Janeiro. 
- Importance de l'héraldique :

argent blanc (métal) - symbolise traditionnellement l'innocence, la pureté, la beauté, la chasteté, l'espoir, la victoire, sans effusion de sang, et la paix sur l'ennemi. 
Blue (Blau) - symbolise la justice, la loyauté, la sagesse, la persévérance et la vigilance. 
Rouge (Goles) - symbolise la bravoure, le courage, la noblesse, de grandeur, le courage, l'honneur et la victoire, avec du sang sur l'ennemi.